# 杨智 (1963年)
杨智（1963年11月—），男，汉族，四川资阳人，中华人民共和国政治人物，现任武汉市政协主席。